# Бойченко, Александр Александрович
Александр Александрович Бойченко (4 мая 1945 — 26 июля 2004) — советский футболист, вратарь.

## Биография
Начал выступать на взрослом уровне в 1963 году в составе команды «Цемент» (Новороссийск). На следующий сезон перешёл в ростовский СКА, в котором сыграл дебютный матч спустя полтора года — 14 сентября 1965 года в игре высшей лиги против ЦСКА. Большую часть времени был дублёром Анатолия Иванова. В 1966 году команда стала серебряным призёром чемпионата СССР, но Бойченко в том сезоне сыграл только три матча. В 1967 году стал основным вратарём ростовского клуба, сыграв за сезон 31 матч, но в середине следующего сезона Иванов вытеснил его и вернулся в «рамку».
В 1969 году вратарь выступал во второй группе класса «А» за «Терек», а в 1970 году — в классе «Б» за таганрогское «Торпедо». В 1971 году вернулся в ростовский СКА, но снова большую часть времени был игроком запаса, подменяя Льва Кудасова, Только в сезоне 1973 года, в котором армейцы вылетели из высшей лиги, Бойченко играл регулярно и вышел на поле 21 раз. Всего в высшей лиге сыграл 86 матчей.
В 1975 году перешёл в ленинградское «Динамо», но ни одного матча не сыграл. В конце карьеры выступал за «Ростсельмаш», провёл 64 матча в первенствах страны. Включен в символическую сборную «Ростова» 1970-х годов по версии официального сайта клуба.
Скончался 26 июля 2004 года.